# Рисовальщик (фильм)
«Рисовальщик» (англ. Sketch Artist) — телевизионный фильм 1992 года в жанре детектив, режиссёра Фидона Папамайкла и сценариста Майкла Анджели с Джеффом Фейи, Шон Янг и Дрю Бэрримор в главных ролях. Фильм был в ограниченном кинопрокате Канады, Швеции и Южной Корее.

## Сюжет
Джек Уайтфилд работает в полиции рисовальщиком. Он изображает портреты подозреваемых со слов свидетелей. Произошло убийство крупного бизнесмена Томми Силвера. Выслушивая описание внешности подозреваемой, он с изумлением узнаёт в ней собственную жену Райан. Свидетельница опознаёт её на портрете, нарисованном Джеком. Художник идёт на должностное преступление. Он несколько изменяет портрет жены, и начинает самостоятельное расследование. Сразу после допроса гибнет и свидетельница. Кроме того, полицейские по ложному портрету находят другую женщину, которая страдает из-за ложного обвинения.
Выясняется, что преступление связано с профессией жены, работающей в индустрии моды. Её начальник, коммерческий директор фирмы Пол Корбел, решил убрать хозяина компании Томми Силвера. Райан Уайтфилд, любовница Корбела, помогла ему организовать алиби и готова была подставить своего мужа. Она понимала, что, будучи сотрудником полиции, Джек попытается скрыть улики и отвести подозрения от жены. В результате расследования Джек нашёл свидетельства причастности жены и собрал компромат на Пола Корбела.
Джек согласился на встречу с Полом поздно вечером на фабрике. Пол и Райан уже готовы были убрать Джека, но тот предъявил супруге свидетельства неверности её любовника. Райан расстреливает Корбела из пистолета.

## В ролях
- Джефф Фэйи — Джек Уайтфилд
- Шон Янг — Райан Уайтфилд
- Чеки Карио — Пол Корбел
- Дрю Бэрримор — Дейзи Дрю
- Джеймс Толкан — лейтенант Тонелли
- Фрэнк Макрэй — детектив Милон
- Стэйси Хайдук — Джейн Олсон
- Шарлотта Льюис — Брэнди

## Критика
Variety писал, что у фильма был «умный сценарий журналиста Майкла Анджели и сильная игра Джеффа Фэйи». 